# Ʒ
Ezh (Großbuchstabe: Ʒ, Kleinbuchstabe: ʒ; ausgesprochen [ˈɛʒ], Unicode U+01B7 und U+0292), auch Schleifen-Z, ist ein Buchstabe im Internationalen Phonetischen Alphabet (IPA); er stellt den stimmhaften postalveolaren Frikativ dar. Beispiel: Gage [ˈga:ʒə].
Ezh wird in einigen Orthographien der Skoltsamischen Sprache als Buchstabe verwendet, sowohl ohne Zusatz als auch mit einem Hatschek (Ǯ ǯ). Diese bezeichnen zum Teil stimmhafte alveolare beziehungsweise post-alveolare Affrikata. Der Buchstabe kommt auch in den Orthographien einiger afrikanischer Sprachen vor, zum Beispiel in der Aja-Sprache von Benin und der Daghbani-Sprache von Ghana, wo die Großbuchstabenvariante wie ein gespiegeltes Sigma (Σ) aussieht. Das ʒ wird auch im Mittelhochdeutschen verwendet.

## Ursprung
Die Form dieses Symbols ist ursprünglich eine ältere Variante des Buchstabens z, das z mit Unterschlinge.
Als phonetisches Symbol stammt der Buchstabe Ezh aus Isaac Pitmans Alphabet aus dem Jahr 1847, als ein z mit hinzugefügtem Haken. Das Symbol basiert auf der Form des lateinischen z in gebrochener Schrift. In Unicode jedoch wird der Frakturbuchstabe z (geschwänztes Z oder Z mit Unterschlinge) als eine Zeichenvariante von z betrachtet und nicht von Ezh.
In Kontexten, wo das geschwänzte Z (oder Z mit Unterschlinge) im Gegensatz zu dem ungeschwänzten Z (oder Z ohne Unterschlinge) verwendet wird, vor allem in der Standardtranskription des Mittelhochdeutschen, wird manchmal das Unicode-Zeichen ʒ verwendet, streng genommen ist dies unrichtig. Unicode bietet stattdessen ȥ (z mit Haken) als ein Graphem für den mittelhochdeutschen koronalen Frikativ im Gegensatz zu der mit z (z ohne Haken) bezeichneten Affrikate.

## Ezh als Abkürzung für Dram
In Unicode, einem Zeichenstandard, der die Verarbeitung von Symbolen durch Computer oder mit diesem arbeitenden Geräten erlaubt, ist der Ezh-Kleinbuchstabe als Zeichen für die Maßeinheit Dram gelistet, eine Apothekergewichtseinheit, die in England und Nordamerika gebräuchlich ist.

## Ezh und Yogh
In der ersten Version von Unicode wurde der Buchstabe mit Yogh zusammengelegt, obwohl die beiden Buchstaben völlig verschiedener Abstammung sind. Dies kann daran liegen, dass die beiden Buchstaben ähnlich aussehen und in keinem Alphabet zusammen auftauchen. In Unicode 3.0 wurde dem Yogh dann zwei eigene Codepunkte (Majuskel U+021C und Minuskel U+021D) zugewiesen.

## Ezh und die Ziffer Drei
Das große Ezh sieht der Ziffer 3 ähnlich. Um die beiden Zeichen voneinander zu unterscheiden, hat das Ezh im oberen Teil die Zickzackkurve des kleinen z, während die 3 oben rund ist.
Allerdings gibt es eine Abwandlung der Ziffer 3, welche fast wie das Ezh aussieht. Diese Abwandlung ist entstanden, um zu verhindern, dass auf Finanzurkunden (Kreditverträge, Schecks, Wechsel) eine 3 zu einer 8 verfälscht wird.

## Darstellung auf dem Computer
Mit LaTeX kann das Ezh mit Hilfe der fc-Schriften dargestellt werden. Die zugehörigen Befehle sind \m Z für das große und \m z für das kleine Ezh.
Die Majuskel befindet sich im Unicodeblock Lateinisch, erweitert-B auf der Position U+01B7, die Minuskel im Unicodeblock IPA-Erweiterungen U+0292.